# Vinicio Berti
Vinicio Berti (Firenze, 11 giugno 1921 – Firenze, 18 settembre 1991) è stato un pittore, illustratore ed autore di fumetti italiano.
Tra i fondatori dell'Astrattismo classico fiorentino fu una delle personalità artistiche più significative del dopoguerra.

## Biografia
Ha seguito studi di tipo tecnico-industriale ed artistici. Dal 1942 esordisce con opere di carattere realista-espressionista, iniziando così la sua partecipazione al movimento di rinnovamento dell'arte contemporanea italiana. Nel 1945 fonda insieme al pittore Bruno Brunetti, Fernando Farulli, Gualtiero Nativi e al poeta Alberto Caverni, il giornale culturale rivoluzionario Torrente, ed è tra i protagonisti del movimento innovatore Arte d'Oggi, legato alla rivista omonima. Alla pittura astratta approda nel 1947, dopo una fase di rilettura del cubismo e del futurismo (1945 - 1947). I punti di riferimento in questi anni a Firenze sono la Galleria d'Arte contemporanea sul Lungarno delle Grazie e la Galleria Numero di Fiamma Vigo. Con Bruno Brunetti, Alvaro Monnini, Gualtiero Nativi e Mario Nuti fonda il movimento Astrattismo classico e ne sottoscrive nel 1950, a conclusione dell'esperienza, il Manifesto redatto da Ermanno Migliorini. Tra il 1951 e il 1956 esegue una serie di lavori definita da lui stesso Espansione dell'astrattismo classico. Agli anni sessanta appartengono lavori maggiormente grafici, più vicini all'informale. Nel 1963 riceve a Firenze il premio Il Fiorino; negli anni settanta e ottanta il lavoro di Vinicio Berti prosegue con eguale impegno e spessore qualitativo.
Parallelamente alla sua attività di pittore svolse costantemente l'attività di illustratore e fumettista in pubblicazioni per ragazzi. Il suo esordio in questo campo avviene nel 1947 con una sua versione di "Pinocchio". Nei decenni successivi illustrerà le storie di personaggi come 'Gian Burrasca', 'Ciondolino', 'Chiodino' e 'Atomino' per le riviste Pioniere, Il Pioniere dell'Unità e Pioniere Noi Donne.
Nel 2017 è stato riorganizzato e ricostituito, su iniziativa di alcuni studiosi del settore, l’archivio dedicato all’artista, denominato Centro Studi Arte - Archivio Vinicio Berti, con l'apertura recente del sito  www.archiviovinicioberti.it con la consulenza scientiﬁca onoriﬁca di Claudio Crescentini che per anni è stato Direttore artistico dell’ “Archivio pittorico Vinicio Berti” di Firenze dal 1993 al 2001, periodo in cui ha redatto numerosi saggi sull’artista, curato mostre antologiche a questi dedicate. Il "rinnovato" Archivio non possiede opere ma è esclusivo luogo di studio e di ricerca, il cui patrimonio consiste nella raccolta e catalogazione della documentazione relativa alle opere dell’artista. Tali studi e archiviazioni sono finalizzati, oltre che alla formazione dell’Archivio stesso, anche alla redazione del primo Catalogo Generale.

## Esposizioni
- Ridotto teatro Verdi Trieste (Trieste, 1943)
- Palazzo Strozzi (Firenze, 1946)
- Rassegna Nazionale d'Arte (Roma, 1947)
- Arte Astratta e concreta in Italia, Galleria Nazionale d’Arte moderna (Roma, 1951)
- Palazzo Strozzi (Firenze,1955)
- The Parker Exhibition of the Contemporary Italian Painting (New York, 1959)
- Palazzo Vecchio (Firenze, 1981)
- Vinicio Berti. Dipinti, disegni (1941-1981), limonaia del Palazzo dei Congressi (Firenze, 1984),a cura di Alessandro Lazzeri
- XI Quadriennale (Roma, 1986),
- Vinicio Berti. Espansione dell'astrattismo classico. Dipinti 1951-1987, Palazzo Strozzi-La Strozzina, (Firenze, 1987),a cura di Alessandro Lazzeri e Claudio Spadoni.
- Centro d'arte Spaziotempo (Firenze, 2001)
- Palazzo della Permanente (Milano, 2003)
- Galleria Civica di Bratislava (Bratislava, 2020)
- Palazzo Pretorio di Certaldo (2021)
- Galleria di Arte Moderna (Roma 2021)
- Museo Del Presente (Rende 2021)

## Vinicio Berti nei musei
- MAGI '900 di Pieve di Cento (BO)
- MAON di Rende (CS)